# Fabius de Champville

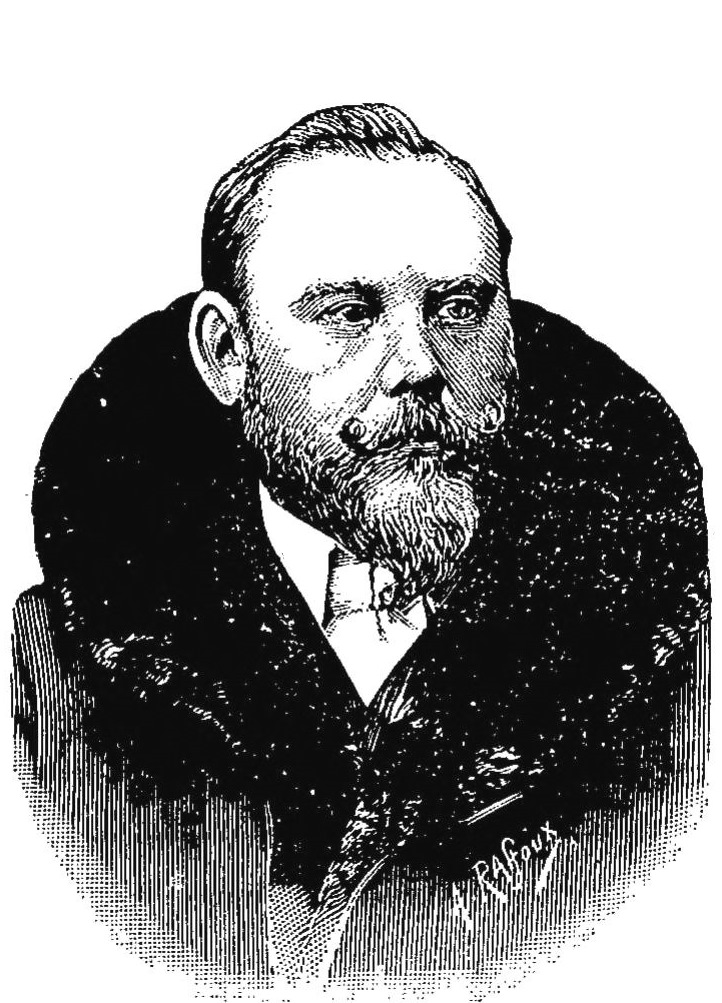
Fabius de Champville

Fabius de Champville (1865 - 1946)  was een bekend Frans magnetiseur en vrijmetselaar van eind 19e eeuw - begin 20e eeuw.

## Biografie
Hij was een leerling en later medewerker van Hector Durville.
Hij was mede-inrichter van het congres voor geneeskundig magnetisme in 1889.

## Werk
- Comment on défend sa beauté. La Lutte pour conserver santé, jeunesse, force et fraîcheur,
- Bibliothèque de L'Echo du IXe arrondissement. Représentants élus et principaux fonctionnaires du IXe arrondissement
- Le Comité exécutif du parti républicain radical et radical socialiste de 1897 à 1907
- Camille Desmoulins. Précis historique en vers dit par l'auteur à l'inauguration de la statue de Camille Desmoulins, le 22 septembre 1905, au Palais-Royal
- Le Taudis, causerie faite le 24 mars 1928, mairie du XIIIe arrt...
- Science psychique, d'après l'oeuvre de M. Amédée-H. Simonin, Librairie du magnétisme, (1890)
- Comment on défend son bétail, moyens de prévenir et de combattre la fièvre aphteuse, cocotte, L'Édition médicale française, (1900)
- Comment s'obtient le bon cidre, manuel du cultivateur, du propriétaire et du fabricant de cidre, Société d'éditions scientifiques, (1896)
- Jeanne d'Arc, conférence faite aux sociétés d'enseignement et cours d'adultes, F. de Launay, (1899)
- Les Ennemis du blé, essai d'entomologie pratique, door G.-Fabius de Champville, 3e édition (1901)
- La Blague d'Aristide, monologue  1898)
- La Vie d'un lutteur M. Félix Grégoire,  1892)
- Une Inspection, monologue, 1897)
- Le Magisme, étude de vulgarisation, 1894)
- Le Crime nécessaire, monologue, 1897)
- Comment on défend son vignoble, moyens de prévenir et de combattre les maladies de la vigne, 1901)
- Amoureux pari, comédie en 1 acte, en vers de Gustave-Fabius de Champville, 1899)
- Trois pièces à dire. La Goule. Amourette. Rose de sang, 1899)

Theater
- avec Jorge Destèves, La Trompette universelle,  F. de Launay, (1900), (saynète)
- avec Jorge Destèves, Deux monologues Secrets d'artistes , F. de Launay, (1900)
- avec Jorge Destèves, Cyrano farceur, scène de cape et d'épée, F. de Launay, (1900)
- Il y a erreur, monologue, F. de Launay, (1898)
- Soirée d'hier, monologue, F. de Launay, (1897)

Poëzie
- Petits essais poétiques, pour être dits, F. de Launay, (1898)